# Henry Urban (Radsportler)
Henry Urban (* 18. März 1920 in Chemnitz) ist ein ehemaliger deutscher Radrennfahrer.

## Sportliche Laufbahn
Urban gehörte zu den ersten Radrennfahrern, die 1950 in die neu gebildete Nationalmannschaft der DDR für Straßenradsportler berufen wurden. Mit seinem Verein gewann er 1950 die Bronzemedaille bei den nationalen Meisterschaften im Mannschaftszeitfahren, unter anderem mit Otto Busse und Gerd Thiemichen. Bei den Bahnmeisterschaften wurde er Dritter im Zweier-Mannschaftsfahren mit Hans Friese als Partner. 1951 und 1952 gewann er jeweils Silber bei den Meisterschaften in der Mannschaftsverfolgung. 1950 war er für die erste Mannschaft aus der DDR, die an der Internationalen Friedensfahrt teilnahm nominiert, konnte krankheitsbedingt jedoch nicht starten. 1950 konnte er unter anderem den Astra-Preis gewinnen.